# Marie Jahoda
Marie Jahoda (ur. 26 stycznia 1907 w Wiedniu, Austro-Węgry, zm. 28 kwietnia 2001 w Susseksie, Wielka Brytania) – austriacka psycholożka społeczna i polityk. Działaczka Socjaldemokratycznej Partii Austrii i Revolutionäre Sozialisten Österreichs.

## Życiorys
Urodziła się jako trzecie dziecko w mieszczańskiej rodzinie zasymilowanych Żydów. Rodzicami byli kupiec Karl Jahoda i Betty. Maturę zdała w 1926 w szkole żeńskiej w Wiedniu. Zaangażowała się w działania Stowarzyszenia Uczniów Socjalistycznych młodzieżowej organizacji Socjaldemokratycznej Partii Austrii. Poznała tam nauczyciela Paula Lazarsfelda. W wieku 19 lat wyszła za niego za mąż zachowując nazwisko rodowe Rozpoczęła naukę na dwóch fakultetach: studia nauczycielskie na Akademii Pedagogicznej i psychologię na Uniwersytecie Wiedeńskim. Równocześnie pracowała w ośrodku doradczym dla uczniów. W wieku 21 lat wyjechała na rok do Paryża gdzie uczęszczała na wykłady na Sorbonie.
W 1930 przyszła na świat jej córka Lotte Franziska. W ramach projektu badawczego na rozwojem dzieci dokładnie opisywała przez pierwszy rok życia wszystkie gesty, uśmiechy i dźwięki córki.
W 1932 wraz z mężem i Hansem Zeislem prowadzili badania z dziedziny psychologii społecznej nad bezrobociem w Marienthalu w gminie Gramatneusiedl. Studium położyło podwaliny pod socjografię.
Małżeństwo zakończyło się rozwodem w 1936 po romansie Paula z Hertą Herzog. W latach 1933–1936 prowadziła badania w Wirtschaftspsychologische Forschungsstelle („Ośrodku Badawczym Psychologii Gospodarczej”) na Uniwersytecie Wiedeńskim. Doktoryzowała się w 1931.
W tym samym czasie działa w podziemnym ruchu socjalistycznym. W związku z tym została aresztowana w 1936. Po dziewięciu miesiącach w więzieniu została uwolniona dzięki licznym międzynarodowym interwencjom. Musiała opuścić Austrię w ciągu 24 godzin. Odebrano jej również obywatelstwo. Wyjechała do Wielkiej Brytanii, gdzie w czasie II wojny światowej pracowała w „Radio Rotes Wien” i jako współpracownik londyńskiego biura austriackich socjalistów. Po ośmiu latach w Londynie wyjechała w 1945 do Stanów Zjednoczonych, gdzie do 1958 wykładała na uniwersytecie The New School w Nowym Jorku jako profesor psychologii społecznej. Współpracowała z przebywającymi na emigracji członkami Szkoły frankfurckiej w tym z Maksem Horkheimerem.
W 1958 powróciła do Wielkiej Brytanii i wyszła za mąż za polityka Partii Pracy i posła Austena Albu. Od 1956 do 1968 uczyła w Brunell College. W 1962 otrzymała tytuł profesora psychologii i socjologii. Od 1965 do emerytury w 1973 wykładała psychologię społeczną na Uniwersytecie Sussex.

## Nagrody i odznaczenia
- 1933 – Preis der Stadt Wien für Geisteswissenschaften
- 1993 – Wielka Srebrna Odznaka Honorowa za Zasługi dla Republiki Austrii
- 1998 – doctor honoris causa Universität Linz[4] i Uniwersytetu Wiedeńskiego

## Upamiętnienie
Latem 2016 siedem kobiet naukowców, w tym Marie Jahoda, zostanie upamiętnionych rzeźbami na terenie Uniwersytetu Wiedeńskiego w ramach projektu obchodów 650-lecia uczelni.